# Amerila myrrha
Amerila myrrha là một loài bướm đêm thuộc phân họ Arctiinae, họ Erebidae.